# Krzemień Drugi
Krzemień Drugi – wieś sołecka w Polsce położona w województwie lubelskim, w powiecie janowskim, w gminie Dzwola.
W latach 1975–1998 miejscowość administracyjnie należała do województwa tarnobrzeskiego. Według Narodowego Spisu Powszechnego (III 2011 r.) liczyła 688 mieszkańców i była piątą co do wielkości miejscowością gminy Dzwola. Przez miejscowość przepływa Branew, niewielka rzeka dorzecza Sanu, dopływ Bukowej.

## Części wsi
| SIMC    | Nazwa   | Rodzaj    |
| ------- | ------- | --------- |
| 0791020 | Górka   | część wsi |
| 0791036 | Gwizdów | część wsi |
| 0791042 | Majdan  | część wsi |
| 0791059 | Rożki   | część wsi |
| 0791065 | Ruda    | część wsi |

## Historia
Pierwsza wzmianka o Krzemieniu pochodzi z 1572 r. Wieś została założona przez rodzinę Górków. W 1582 r. była dobrze zagospodarowana – posiadała 18,5 łanów kmiecych, młyn, karczmę, staw hodowlany oraz rudę. W 1596 r. Paweł Trojanowski, spadkobierca poprzedniego właściciela Stanisława Górki, wojewody poznańskiego, sprzedał Krzemień Janowi Zamoyskiemu, kanclerzowi koronnemu, który następnie włączył go do swojej ordynacji. W 1626 r. włościanie krzemieńscy użytkowali już 34 półłanki (w tym 3 należące do dziedzicznego wójtostwa) i 10 ćwierci. We wsi było 3 rzemieślników. Przed 1707 r.w ruinę popadły zabudowania wójtowskie. Na przestrzeni XVII w. funkcjonowało kilka młynów (jeden z foluszem). W 1737 r. 42 chłopów uciekło ze wsi z powodu ogołocenia ich przez dzierżawcę. Wymyślił on sobie jakiś dług, o którym nikt nie wiedział. Nieco później gromada żaliła się, że nie tylko od wojska ma ukrzywdzenie, ale i od dworu swego. W 1779 r. w Krzemieniu i okolicznych należących do klucza janowskiego, ordynacja zamojska zniosła pańszczyznę i inne powinności, zamiast tego włościanie mieli płacić czynsz. Jednak eksperyment ten nie wytrzymał próby czasu i w późniejszym okresie odrabiano pańszczyznę wespół z czynszem. Pod koniec XVIII wieku działały we wsi dwa młyny i trzy karczmy. W 1800 r. było w Krzemieniu 246 gospodarzy, którzy użytkowali 2,7 tys. mórg pola. Większość gospodarzy posiadało 16-20 mórg. Zajmowali się oni głównie uprawą żyta i owsa, hodowlą bydła, świń i owiec. W XIX wieku wielu włościan imało się innego zajęcia – tkactwa, kowalstwa, ciesielki oraz garncarstwa. W okresie wojen napoleońskich wskutek przemarszów wojsk, nieurodzaju, głodu i epidemii wieś w części wyludniła się. Bardzo wysokie były straty w inwentarzu gospodarskim, sięgały 70%. Chłopi skarżyli się: „zanosimy zażalenie (...)z powodu uciążeń i podupadłości”. Do czasu uwłaszczenia przez kilkadziesiąt lat istniała gmina i klucz krzemieński. W połowie XIX w. we wsi grasowała epidemia cholery zbierając swoje żniwo. Rok 1864 był przełomowym dla mieszkańców, wtedy to bowiem stali się oni właścicielami użytkowanej od pokoleń ziemi. W wyniku uwłaszczenia 232 gospodarzy otrzymało łącznie 3745 mórg pola. W 1914 r.w okolicach wsi toczyły się walki rosyjsko-austriackie. W 1921 r. Krzemień liczył 370 domów i 1966 mieszkańców. W okresie międzywojennym powstała szkoła powszechna, straż pożarna, kółko rolnicze, Związek Strzelecki. W 1934 r. wieś nawiedziła powódź, w której zginęły dwie osoby.
We wrześniu 1939 r.oddziały polskie torując sobie drogę starły się z wojskami radzieckimi. W 1940 r. wyodrębniło się sołectwo krzemień II. W 1944 r. partyzanci spalili most na rzece Branew. Po wojnie powstała poczta, mleczarnia, ośrodek zdrowia, nastąpiła elektryfikacja wsi. W latach 1955–1973 Krzemień był siedzibą gromady. Wskutek pożaru z 1973 r. spłonęło 13 budynków. W latach 1982–1983 zbudowano kościół, a w 1991 r. erygowano parafię. Obecnie Krzemień dzieli się na dwa sołectwa.